# Luc Nilis
Luc Nilis, teljes nevén Luc Gilbert Cyrille Nilis (Hasselt, 1967. május 25. –) belga labdarúgó, aki pályafutását az angol Aston Villa csapatánál fejezte be a 2000–2001-es szezonban, miután lábtörést szenvedett az Ipswich Town elleni bajnokin a kapus, Richard Wrighttal szembeni ütközést követően.
Az ő idejében a PSV Eindhoven erős csapatnak számított az európai kupaporondon, Ruud van Nistelrooy is a klub kötelékébe tartozott. Az 1998-99-es szezonban éktársával együtt Nilis összesen 55 bajnoki gólt szerzett, ezzel Van Nistelrooy a liga gólkirálya lett, míg vetélytársa a második helyen végzett.
Amikor még Ronaldo a piros-fehéreknél játszott, Nilis kétszer is elhódította a gólkirályi címet, 1996-ban és 1997-ben is.
Nilis 56 alkalommal játszott hazájáért, 10-szer volt eredményes. Kint volt a válogatottal az 1994-es és az 1998-as világbajnokságon, valamint a 2000-es Európa-bajnokságon, melyet Belgium Hollandiával közösen rendezett.
Nilis fia, Arne jelenleg a PSV tartalékcsapatában játszik, Nilis pedig 2011 januárjától a Kasimpasaspor nevű török egyesület segédedzője.

## Sikerei, díjai
Jupiler Liga–győztes: 1987,1991,1993,1994
Coupe de Belgique–győztes: 1988,1989,1994
Eredivisie–győztes: 1997,2000
KNVB Cup–győztes: 1996